# Facetten: Live at Total Music Meeting 2004
Facetten: Live at Total Music Meeting 2004 ist ein Album von Fred Van Hove und Wolfgang Fuchs. Die im November 2004 auf dem Total Music Meeting in der Berlinischen Galerie, Berlin entstandenen Aufnahmen erschienen 2005 auf dem Label a/l/l von Helma Schleif.

## Hintergrund
Das „Total Music Meeting“, ein seit 1968 laufendes Festival improvisierter Musik fand 2004 zum ersten Mal im Auditorium der damals neu eröffneten Berlinischen Galerie statt, einem Museum für Moderne Kunst, das sich in der Alten Jakobstraße in der Nähe des Jüdischen Museums befindet. Die CD-Veröffentlichung enthält neben dem Duo-Auftritt Fred Van Hoves mit Wolfgang Fuchs auch ein langes Klaviersolo Van Hoves, das den dritten Abend des 37. Total Music Meetings beschloss. Das Duo-Konzert von Fred Van Hove, der sowohl Cembalo als auch Akkordeon spielte, und Wolfgang Fuchs (Bassklarinette) fand am ersten Abend des Festivals statt. 18 Jahre waren vergangen, seit die beiden Improvisatoren das letzte Mal gemeinsam aufgenommen hatten (Berliner Begegnung: „Wo der Kopf sitzt“, mit Paul Lytton). Es war Fred Van Hoves allererste Gelegenheit, sein Spiel auf einem einmanualigen Cembalo zu dokumentieren. Das lange Programm des Abends ließ ihnen nur 20 Minuten Zeit, sich gegenseitig herauszufordern, notierte John Rottiers in den Liner Notes.

## Titelliste
- Fred Van Hove & Wolfgang Fuchs: Facetten: Live at Total Music Meeting 2004 (a/l/l – a/l/l 012)[1]

1. Chess! 11:54
2. Berliner Roll (Fred Van Hove) 48:46
3. Desert 5:41

Wenn nicht anders vermerkt, stammen die Kompositionen von Fred Van Hove und Wolfgang Fuchs.
Die Stücke „Chess!“ und „Desert“ wurden am 4. November, „Berliner Roll“ am 6. November 2004 in der Berlinischen Galerie (Landesmuseum für Moderne Kunst, Fotografie und Architektur) mitgeschnitten.

## Rezeption
Nach Ansicht von Richard Cook und Brian Morton, die dem Album in The Penguin Guide to Jazz vier Sterne verliehen, ist die Schlüsselkomponente der Session die riesige, rollende Solo-Klavierimprovisation in der Mitte des Albums. Van Hove sei hier in erstaunlich guter Form und schaffe aus relativ einfachem Material eine großartige Klangarchitektur, ohne auf reine Dynamik zurückzugreifen. Die kürzeren Duo-Stücke mit dem leider wenig aufgenommenen (und [dato] kränkelnden) Fuchs, hier mit zwei Tracks vertreten, seien es zwar auch wert, sie [dokumentiert] zu haben, aber man bekomme den Eindruck, dass sie besser auf einer anderen Platte zu finden sein sollten.